# Louis Fourgous
Pour les articles homonymes, voir Fourgous.
Louis Fourgous est un arbitre français de football, affilié dans un club de Paris.

## Carrière
Il officie dans des compétitions majeures, : 
- Championnat de France de football USFSA 1919 (finale)
- JO 1920 (1 match)
- Coupe de France de football 1923-1924 (finale)